# Premis Cóndor de Plata 2015
La 63a edició dels Premis Cóndor de Plata 2015, concedits per l'Asociación de Cronistas Cinematográficos de la Argentina, va tenir lloc el 22 de juny de 2015 al Teatro Avenida de Buenos Aires, on es va reconèixer a les millors pel·lícules argentines estrenades durant l'any 2014. Fou retransmesa per INCAA TV.
Les nominacions van ser anunciades en l'11a trobada Pantalla Pinamar el març de 2015 a la seu de l'Asociación de Cronistas.

## Guanyadors i nominats
En el següent quadre es mostren les diferents pel·lícules que van rebre alguna nominació, així com la quantitat de guardons obtinguts.
| Pel·lícula                | Nominacions | Premis |
| ------------------------- | ----------- | ------ |
| Relatos salvajes          | 11          | 7      |
| Refugiado                 | 9           | 3      |
| La tercera orilla         | 8           | 0      |
| Jauja                     | 6           | 1      |
| Betibú                    | 4           | 1      |
| Dos disparos              | 4           | 0      |
| El ardor                  | 4           | 0      |
| Muerte en Buenos Aires    | 4           | 1      |
| La Paz                    | 4           | 0      |
| Necrofobia                | 3           | 0      |
| El hijo buscado           | 3           | 0      |
| La corporación            | 3           | 1      |
| El cerrajero              | 2           | 0      |
| Aire libre                | 2           | 0      |
| Los dueños                | 2           | 1      |
| Historia del miedo        | 2           | 0      |
| Las insoladas             | 2           | 0      |
| El día trajo la oscuridad | 2           | 0      |
| Ida                       | 1           | 1      |
| 7 cajas                   | 1           | 1      |
| Boyhood                   | 1           | 0      |

## Premis
| Millor pel·lícula | Millor director |
| --- | --- |
| - Jauja – Lisandro Alonso - La Paz – Santiago Loza - La tercera orilla – Celina Murga - Refugiado – Diego Lerman - Relatos salvajes – Damián Szifron | - Lisandro Alonso – Jauja - Diego Lerman – Refugiado - Santiago Loza – La Paz - Celina Murga – La tercera orilla - Damián Szifron – Relatos salvajes                                                                                              |
| Millor actor | Millor actriu |
| - Pablo Cedrón – Boca de Pozo - Esteban Lamothe – El cerrajero - Luis Machín – Necrofobia - Osmar Núñez – La corporación - Leonardo Sbaraglia – Aire libre | - Moro Anghileri – La corporación - Celeste Cid – Aire libre - Julieta Díaz – Refugiado - Mónica Lairana – Mujer lobo - Mercedes Morán – Betibú                                                                                                   |
| Millor actor de repartiment | Millor actriu de repartiment |
| - Germán de Silva – Los dueños - Daniel Fanego – Betibú - Oscar Martínez – Relatos salvajes - Claudio Tolcachir – El ardor - Daniel Veronese – La tercera orilla                                                                                              | - Rita Cortese – Relatos salvajes - Gaby Ferrero – La tercera orilla - Susana Pampín – Dos disparos - Érica Rivas – Relatos salvajes - María Ucedo – El hijo buscado                                                                              |
| Millor Revelació masculina | Millor Revelació femenina |
| - Jonathan da Rosa – Historia del miedo - Alián Devetac – La tercera orilla - Rafael Federman – Dos disparos - Diego Gentile – Relatos salvajes - Sebastián Molinaro – Refugiado - Lisandro Rodríguez – La Paz                                                | - Mónica Antonópulos – Muerte en Buenos Aires - Camila Fabbri – Dos disparos - Yosiria Huaripata – El cerrajero - Luisana Lopilato – Las insoladas - Mora Recalde – El día trajo la oscuridad                                                     |
| Millor pel·lícula documental | Millor opera prima |
| - Amancio Williams – Gerardo Panero - I Am Mad – Baltazar Tokman - La ballena va llena – Marcelo Céspedes, Daniel Santoro, Juan Carlos Capurro, Juan Cedrón y Pedro Roth - Pichuco – Martín Turnes - NK – Israel Adrián Caetano - Ramón Ayala? – Marcos López | - Atlántida – María Inés Barrionuevo - Deshora – Bárbara Sarasola-Day - El día trajo la oscuridad – Martín Desalvo - El hijo buscado – Daniel Gaglianó - Historia del miedo – Benjamín Naishtat - Los dueños – Agustín Toscano i Ezequiel Raduzky |
| Millor guió original | Millor guió adaptat |
| - La corporación – Fabián Forte - Refugiado – Diego Lerman i María Meira - La Paz – Santiago Loza - La tercera orilla – Celina Murga i Gabriel Medina - Relatos salvajes – Damián Szifron                                                                     | - Betibú – Ana y Miguel Cohan - Historias de cronopios y de famas – Julio Ludueña - Las insoladas – Gustavo Taretto y Gabriela García |
| Millor Fotografia | Millor Muntatge |
| - El ardor – Julián Apezteguia - Deshora – Lucio Bonelli - Relatos salvajes – Javier Juliá - El hijo buscado – Fernando Lockett - Jauja – Timo Salminen - Refugiado – Wojtec Staron                                                                           | - Betibú – Irene Blecua - Refugiado – Alejandro Brodersohn - Necrofobia – Guille Gatti, Martín Blousson i Daniel de la Vega - La tercera orilla – Eliane Katz - Relatos salvajes – Damián Szifron y Pablo Barbieri                                |
| Millor direcció artística | Millor vestuari |
| - Refugiado – Sabrina Campos i Micaela Saiegh - Necrofobia – Walter Cornás - Amapola – Graciela Fraguglia - Muerte en Buenos Aires – Mariela Ripodas - Jauja – Sebastián Roses                                                                                | - Muerte en Buenos Aires – Valentina Bari - Jauja – Gabriela Fernández - Gato negro – Mónica Toschi - El grito en la sangre – Mercedes Uria - Amapola – Pepe Uria                                                                                 |
| Millor So | Millor Música Original |
| - La tercera orilla – Federico Billordo y Andreas Ruft - El ardor – Leandro de Loredo - Relatos salvajes – José Luis Díaz - Deshora – Jesica Suárez - Jauja – Catriel Vildasola                                                                               | - El ardor – Sebastián Escofet y Julián Gándara - Muerte en Buenos Aires – Daniel Melero - Relatos salvajes – Gustavo Santaolalla - Dos disparos – Diego Vainer - Refugiado – José Villalobos                                                     |
| Cóndor de Plata a la Millor pel·lícula Iberoamericana | Millor pel·lícula en llengua estrangera |
| - 7 cajas – Juan Carlos Maneglia i Tana Schémbori - Blancanieves – Pablo Berger - Gabor – Sebastián Alfie - - Soy mucho mejor que vos – Che Sandoval - E Agora? Lembra-me – Joaquim Pinto                                                                     | - Inside Llewyn Davis – Joel i Ethan Coen - Boyhood – Richard Linklater - Ida – Paweł Pawlikowski - La vida d'Adèle – Abdellatif Kechiche - Nebraska – Alexander Payne                                                                            |
| Millor Curtmetratge | |
| - Conversaciones en el jardín – José María Avilés - Cuestión de té – Monse Echevarría - La Donna – Nicolás Dolensky - La reina – Manuel Abramovich - Zombies – Sebastian Dietsch                                                                              | |

## Premi a la trajectòria
Els premis d'aquest any foren atorgats al periodista Adolfo Martínez, als actors Graciela Borges i Antonio Gasalla i al director Juan José Jusid.